# Never Be the Same (canção de Camila Cabello)
"Never Be the Same" é uma canção da cantora cubana-mexicana Camila Cabello para seu álbum de estreia, Camila (2018). Foi lançado digitalmente como single em 7 de dezembro de 2017 e enviado ás rádios de sucessos contemporâneos dos EUA em 9 de janeiro de 2018. Cabello fez sua primeira apresentação televisionada da música no The Tonight Show Starring Jimmy Fallon, em janeiro de 2018. A música alcançou o top 10 na Austrália, Irlanda, Nova Zelândia, Reino Unido e EUA. O videoclipe da música, dirigido pelo diretor de Los Angeles Grant Singer, foi lançado em 8 de março de 2018. A versão em dueto da música, com a cantora Kane Brown, foi lançada em 27 de abril de 2018. A música foi escrita por Cabello, Noonie Bao e Sasha Sloan, em colaboração com seus produtores Frank Dukes e a dupla de produção Jarami, formada por Leo Rami Dawod e Jacob Ludwig Olofsson. A música recebeu críticas positivas de críticos de música, que elogiaram o gancho da bateria.

## Antecedentes
Cabello primeiro executou a canção no set list da 24K Magic World Tour da Bruno Mars, onde atuou como artista de abertura. Cabello escreveu a letra da música, inspirada em um relacionamento que ela teve a alguns anos antes. O álbum inclui duas versões da música. O original contém a linha "Nicotina, heroína, morfina", que é substituída na versão de edição de rádio : "Nicotina, me apressando, me tocando". Na semana do lançamento do álbum, a Billboard informou que, Cabello revelou em uma entrevista recente que ela quer refazer uma de suas músicas em formato country com um cantor country. Diz Joey Arbagey, vice-presidente executivo de A&R da Epic Records, Sam Hunt estava sendo cogitado na época, mas Cabello mais tarde escolheu Kane Brown e funcionou perfeitamente.
Esta música recebeu muitos elogios de muitos cantores country e pop/rock desde que foi lançada, incluindo Keith Urban, Kelsea Ballerini, Kane Brown, James Barker, Demi Lovato, Ellie Rowsell da Wolf Alice e muitos outros. Os cantores country Keith Urban e Kelsea Ballerini também fizeram um cover a música em uma de suas turnês. Cabello twittou sobre sua emoção pela música cover, juntamente com um clipe da performance.

## Composição
"Never Be the Same" foi descrito como power pop, electro-R&B, e power ballad. Um escritor da NME descreveu como electro "bombástico". A faixa otimista apresenta Cabello cantando falsete no pré-refrão. "Never Be the Same" é composto na tecla Dó maior e é definido em tempo comum em um ritmo lento de 65 batimentos por minuto. A voz de Cabello varia da nota baixa de D3 a alta de G5, e a música tem uma progressão de acordes CG-Dm-F. Além disso, possui bateria em expansão e efeitos ecoados. Liricamente, ele incorpora temas de um tipo de amor de dor-prazer. A música descreve "um melodrama sobre o amor viciante", conforme descrito por um editor do The Daily Telegraph.

## Análise da critica
Glenn Gamboa, do Newsday, escreveu em sua resenha do álbum: "Cabello está no auge de [" Never Be the Same "], que mostra o que a diferencia do grupo pop. [...] Que ela pode mudar rapidamente para ela voz cheia para o coro desesperado é a marca de uma estrela". Na Rolling Stone, Rob Sheffield considerou que Cabello "realmente bate seu passo em "Never Be the Same", que soa como a obra-prima de programação alienígena de Brian Eno. Chris Parton, da Rolling Stone, comentou: "sua inclusão dá à faixa tocada por amor uma nova e viciante camada de intriga, enquanto [Brown] canta e mostra um registro vocal muito mais brilhante e mais expressivo do que em "What Ifs", seu dueto no topo das paradas com Lauren Alaina". Em uma crítica desfavorável, Patrick Ryan, do USA Today, sentiu que a música estava "superproduzida" com "letras frequentemente indecifráveis".
A Rolling Stone listou o 4º lugar das "50 melhores músicas de 2018", "Depois da lenta queima de piano de 'Havana', Camila troca de marcha para uma gigantesca balada electro que prova que essa garota pode lidar com qualquer tipo de música. Em 'Never Be The Same', ela é uma viciada em paixão que não consegue parar de voltar para o amante errado, porque ela simplesmente não consegue o suficiente. Para o grande clímax, Camila suspira por causa do gancho de bateria clássico "Be My Baby"- em algum lugar, Ronnie Spector deve estar orgulhoso".

## Conquistas
| Publicação    | Lista                      | Posição | Ref.   |
| ------------- | -------------------------- | ------- | ------ |
| Billboard     | The 100 Best Songs of 2018 | 23      | [ 24 ] |
| Rolling Stone | The 50 Best Songs of 2018  | 4       | [ 25 ] |
| Uproxx        | The 50 Best Songs of 2018  | 25      | [ 26 ] |

## Vídeo Musical
Um videoclipe de acompanhamento, mas não oficial, para "Never Be the Same" foi lançado no canal pessoal de Cabello no YouTube em 29 de dezembro de 2017. O vídeo é uma montagem de imagens reais, que incluem a infância, infância e adolescência de Cabello. Inclui principalmente imagens de momentos que ela teve em 2017, como receber prêmios nos MTV EMAs de 2017 e Billboard Women in Music, apresentando ao vivo e também cenas de seus videoclipes anteriores, "Crying in the Club" e "Havana".
O videoclipe oficial, dirigido por Grant Singer, foi lançado em 8 de março de 2018. O vídeo apresenta uma mistura de fotos profissionais com Cabello usando alta costura em várias paisagens modernas, incluindo falésias, oceano e caixas de vidro do tamanho de pessoas. Cabello também é justaposto a imagens amadoras dela em uma túnica branca em um quarto de hotel. No final do vídeo, ela diz ao cameraman no quarto de hotel para "Pare, desligue". Natalie Maher, da Billboard, sentiu que Cabello "parece dar a si mesma no vídeo", comparando a "estética retro" do quarto de hotel e os "vestidos de alta costura de luxo nas modernas instalações" juntos. Johnni Macke, da People, elogiou o conceito do vídeo, afirmando que "é moderno, divertido e muito interessante de assistir". Em outubro de 2019, o vídeo tinha mais de 204 milhões de visualizações no YouTube.

## Apresentações ao vivo
Cabello fez a primeira apresentação televisionada da música no The Tonight Show Starring Jimmy Fallon em 10 de janeiro de 2018. Ela cantou na frente de uma tela que projetava cenas de si mesma, as cenas de filmes de Marilyn Monroe, tempestades e uma variedade de paisagens. Ela também tocou a música no Good Morning America, The Ellen DeGeneres Show, Dancing on Ice, Quotidien, e Le Rico Show sur NRJ.

## Faixas e formatos
| Download digital |                                  |         |  |
| N.º              | Título                           | Duração |  |
| 1.               | "Never Be the Same"              | 3:47    |  |
| 2.               | "Never Be the Same (Radio Edit)" | 3:47    |  |

## Créditos
Lista-se abaixo todos os profissionais envolvidos na elaboração de "Never Be the Same", de acordo com o serviço Tidal.
| - Camila Cabello: composição, vocalista principal - Sasha Yatchenko: composição - Jacob Ludwig Olofsson: composição - Leo Rami Dawod: composição - Adam Feeney: composição - Noonie Bao: composição | - Frank Dukes: produção - Serban Ghenea: assistência de engenharia - John Hanes: assistência de engenharia - Dave Kutch: masterização - Jarami: co-produção |

## Desempenho comercial
A música entrou no número 61 na Billboard Hot 100 dos EUA como a estreia principal da semana, com 30.000 cópias vendidas e 6,1 milhões de streams na sua primeira semana de lançamento. Ele caiu para o número 98 em sua segunda semana no Hot 100. A música caiu nas paradas na semana seguinte; no entanto, voltou a entrar no número 71, após a estreia do videoclipe não oficial postado no canal pessoal de Cabello no YouTube. Após o lançamento do álbum principal e enviado ao rádio como single, "Never Be the Same" subiu do número 65 para o número 30, tornando-se seu quarto single solo entre os 40 primeiros do Hot 100. Em sua 20ª semana de gráficos, subiu do número 13 para 6, tornando-se seu terceiro top 10 como artista solo. A música também foi certificada 3x Platina pela Recording Industry Association of America (RIAA). Tornou-se seu terceiro single a alcançar o número um na parada Mainstream Top 40, fazendo de Cabello a sexta mulher solo a liderar a parada com os dois primeiros singles de seu álbum de estreia. Ele passou um total de três semanas no topo do gráfico Mainstream Top 40.
No Reino Unido, "Never Be the Same" entrou na UK Singles Chart no número 41 na parada de 21 de dezembro de 2017. Subiu para o número sete na sexta semana, após o lançamento do álbum. A música foi certificada de Platina pela British Phonographic Industry (BPI).

### Tabelas semanais
| Tabela musical (2018)                     | Melhor posição |
| ----------------------------------------- | -------------- |
| Alemanha (Media Control Charts)           | 30             |
| Argentina (Monitor Latino)                | 19             |
| Austrália (ARIA Charts)                   | 7              |
| Áustria (Ö3 Austria Top 40)               | 15             |
| Bélgica (Ultratop 50 de Flandres)         | 1              |
| Bélgica (Ultratop 40 de Valônia)          | 5              |
| Canadá (Canadian Hot 100)                 | 19             |
| Colômbia (National-Report)                | 51             |
| Croácia (HRT)                             | 1              |
| Dinamarca (Hitlisten)                     | 34             |
| Escócia (The Official Charts Company)     | 3              |
| Equador (National-Report)                 | 29             |
| Eslováquia (Singles Digitál Top 100)      | 16             |
| Eslováquia (Rádio Top 100)                | 36             |
| Eslovênia (SloTop50)                      | 35             |
| Espanha (PROMUSICAE)                      | 36             |
| Estados Unidos (Billboard 100)            | 6              |
| Estados Unidos (Adult Top 40)             | 1              |
| Estados Unidos (Adult Contemporary)       | 7              |
| Estados Unidos (Dance/Mix Show Airplay)   | 4              |
| Estados Unidos (Rhythmic Songs)           | 8              |
| Estados Unidos (Mainstream Top 40)        | 1              |
| França (SNEP)                             | 56             |
| Grécia (IFPI)                             | 8              |
| Hungria (Stream Top 40)                   | 9              |
| Irlanda (IRMA)                            | 6              |
| Itália (FIMI)                             | 85             |
| Japão (Japan Hot 100)                     | 49             |
| Letônia (LAIPA)                           | 5              |
| Líbano (Lebanese Top 20)                  | 9              |
| Malásia (RIM)                             | 6              |
| México (Billboard)                        | 7              |
| Noruega (VG-lista)                        | 25             |
| Nova Zelândia (Recorded Music NZ)         | 8              |
| Países Baixos (Single Top 100)            | 27             |
| Polônia (Polish Airplay Top 100)          | 33             |
| Portugal (AFP)                            | 4              |
| Reino Unido (UK Singles Chart)            | 7              |
| República Checa (Rádio Top 100)           | 54             |
| República Checa (Singles Digitál Top 100) | 12             |
| Romênia (Airplay 100)                     | 23             |
| Singapura (RIAS)                          | 10             |
| Suécia (Sverigetopplistan)                | 39             |
| Suíça (Schweizer Hitparade)               | 23             |
| Venezuela (Record Report)                 | 4              |

| Tabela musical (2018)                 | Melhor posição |
| ------------------------------------- | -------------- |
| Coreia do Sul (Gaon)                  | 52             |
| Austrália (ARIA)                      | 34             |
| Canadá (Canadian Hot 100)             | 24             |
| Espanha (PROMUSICAE)                  | 22             |
| Estados Unidos (Billboard Hot 100)    | 18             |
| Estados Unidos (Mainstream Top 40)    | 5              |
| Estônia (IFPI)                        | 73             |
| Nova Zelândia (Recorded Music NZ)     | 36             |
| Reino Unido (Official Charts Company) | 58             |
| Estados Unidos (Adult Contemporary)   | 26             |

| Região | Certificação | Vendas     |
| --- | ------------ | ---------- |
| Austrália (ARIA) | 2× Platina   | 200,000^   |
| Áustria (IFPI Austria) | Ouro         | 15,000*    |
| Canadá (Music Canada) | 3× Platina   | 240,000‡   |
| Espanha (PROMUSICAE) | Platina      | 40,000^    |
| Estados Unidos (RIAA) | 3× Platina   | 3,000,000‡ |
| França (SNEP) | Ouro         | 100,000*   |
| Itália (FIMI) | Ouro         | 25,000‡    |
| México (AMPROFON) | Platina      | 60,000*    |
| Nova Zelândia (RMNZ) | Platina      | 30,000^    |
| Polônia (ZPAV) | Platina      | 20,000^    |
| Portugal (AFP) | Ouro         | 5,000‡     |
| Reino Unido (BPI) | Platina      | 600,000‡   |
| Suécia (GLF) | 4× Platina   | 4,000,000‡ |
| Suíça (IFPI Suíça) | Ouro         | 10,000^    |
| *vendas baseadas apenas na certificação ^distribuições baseadas apenas na certificação ‡vendas+valores de streaming baseados apenas na certificação |              |            |

## Histórico de lançamento
| Região         | Data                  | Formato(s)                        | Versão(s)               | Gravadora(s) | Ref.            |
| -------------- | --------------------- | --------------------------------- | ----------------------- | ------------ | --------------- |
| Vários         | 7 de dezembro de 2017 | Download digital streaming        | Oficial edição de rádio | Epic Syco    | [ 114 ] [ 115 ] |
| Estados Unidos | 9 de janeiro de 2018  | Rádios de sucessos contemporâneos | Edição de rádio         | Epic         | [ 4 ]           |
| Itália         | 13 de abril de 2018   | Rádios de sucessos contemporâneos | Edição de rádio         | Sony         | [ 116 ]         |
| Vários         | 27 de abril de 2018   | Download digital streaming        | Dueto                   | Epic Syco    | [ 7 ]           |